# 63 v.Chr.

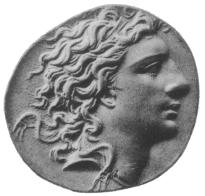
Mithridates VI

Het jaar 63 v.Chr. is een jaartal in de 1e eeuw v.Chr. volgens de christelijke jaartelling.

## Gebeurtenissen

### Italië
- In Rome worden Gaius Antonius Hybrida en Marcus Tullius Cicero, door de Senaat tot consul gekozen van het Imperium Romanum.
- Julius Caesar wordt door de Senaat benoemd tot pontifex maximus en krijgt het bevel over het Romeinse leger in Hispania Ulterior.
- Tullius Cicero onderdrukt een samenzwering tegen de Romeinse Republiek, onder leiding van Lucius Sergius Catilina.
- De Senaat kondigt een staat van beleg af en laat opstandige populares, aanhangers van de "Volkspartij" in het openbaar executeren. Cicero krijgt uit dankbaarheid de eretitel Pater Patriae.

### Palestina
- Gnaeus Pompeius Magnus verovert Jeruzalem en maakt een einde aan de Hasmonese staat. Op de Tempelberg worden ± 12.000 Joden door de Romeinen afgeslacht.
- Aristobulus II wordt gevangengenomen en naar Rome afgevoerd. Hyrcanus II wordt aangesteld als Hogepriester en krijgt de politieke verantwoordelijkheid over Judea.
- Pompeius Magnus sticht Dekapolis, een tienstedenbond - een zelfstandige eenheid van steden, die verantwoording en schatting verschuldigd is aan de legaten van de Romeinse provincie Syria.

### Klein-Azië
- Einde van de Derde Mithridatische Oorlog, Mithridates VI pleegt zelfmoord, hij neemt gif in (die echter niet werkt!) en stort zich vervolgens, geholpen door een trouwe dienaar op zijn zwaard.
- Pharnaces II (63 - 47 v.Chr.) volgt zijn vader Mithridates VI op als laatste koning van de Bosporus.

## Geboren
- 23 september - Gaius Julius Caesar Octavianus (Augustus), eerste keizer van het Romeinse Keizerrijk (overleden 14)
- Marcus Vipsanius Agrippa (~63 v.Chr. - ~12 v.Chr.), Romeins veldheer en vriend van Gaius Julius Caesar Octavianus (Augustus)

## Overleden
- Quintus Caecilius Metellus Pius (~127 v.Chr. - ~63 v.Chr.), Romeins consul en pontifex maximus (64)
- Mithridates VI (~132 v.Chr. - ~63 v.Chr.), koning van Pontus (69)